# 慕容肃
慕容肃（?—384年），昌黎郡棘城县（今辽宁省锦州市义县）人， 追尊燕文明帝慕容皝之孙，太原桓王慕容恪之子。

## 生平
建元二十年（384年），慕容肃与慕容暐在长安城暗中谋划聚集鲜卑人作乱。十二月，慕容暐告诉苻坚说，因为他的儿子刚刚结婚，请苻坚到他家去，置酒宴招待，想要埋伏士兵杀死苻坚。苻坚答应了，恰巧天下大雨，没有去成。事情泄露，苻坚召见慕容暐和慕容肃，慕容肃说：“事情肯定泄露了，去就会全都被杀。如今城内已经严密布防，不如杀死使者冲出去，逃出城门，我们的部众就可以聚集。”慕容暐没有听从，于是两人一起入宫去见苻坚。苻坚说：“我待你们怎么样，你们为何产生了这样的意图？”慕容暐遮遮掩掩地搪塞。慕容肃说：“宗族国家事关重大，还谈什么情谊！”于是苻坚先杀掉了慕容肃，接着又杀掉了慕容暐以及他的宗族，长安城内的鲜卑人不论男女老幼，全都被杀。